# スタン坂井
スタン坂井（Stan Sakai、本名：スタンリー坂井正彦、1953年5月25日 - ）は、アイズナー賞を受賞した日系アメリカ人3世の漫画家である。

## 人物
京都に生まれハワイ州に育ち、ハワイ大学で美術を学んだ後、坂井はカリフォルニア州パサデナにあるアート・センター・カレッジ・オブ・デザインに入学。
坂井とその妻シャロンはパサデナに仕事場を構え、永住している。
初期はセルジオ・アラゴネスとMark EvanierのGroo the Wandererといった漫画作品の文字入れを行っていたが、宮本兎という16世紀後半から17世紀前半の日本に生きる兎の侍の叙事伝『兎用心棒』の制作で人気を博す。
1984年の初版発行以来、今日までこの漫画はほとんど坂井一人の手によって描かれ、スペース・ウサギという兎用心棒の未来版スピンオフをも制作した。
好きな作品は七人の侍である。

## その他制作
兎用心棒制作以前に坂井は、The Adventures of Nilson Groundthumper and Hermyという漫画シリーズの制作を一人で担当した。登場人物たちは1984年に出版されたAlbedo の創刊号にて初登場した。
Bart Simpson's Treehouse of Horror7巻の"I'm Not In Springfield Anymore!"という回の制作を行い、Bart Simpson's Treehouse of Horrorの6巻の裏表紙も描いた。
また、坂井はStupid, Stupid Rat Tailsという商業ペーパーバックの中で取り上げられた漫画家でもある。